# زيلينيتس (كومي)
زيلينيتس (بالروسية: Зеленец) هي مدينة في جمهورية كومي في روسيا.
يبلغ عدد سكانها حوالي 3039   نسمة.